# Sara van de Geer
Sara Anna van de Geer (7 de mayo de 1958, Leiden) es una estadística y matemática neerlandesa que trabaja como profesora en el Departamento de Matemática en la ETH Zúrich. Entre 2015 y 2017, fue presidenta de la Sociedad Bernoulli de Estadística Matemática y Probabilidades.
Van de Geer es hija del psicólogo John P. van de Geer. En 1982, obtuvo una maestría; y, en 1987, un doctorado en matemática, por la Universidad de Leiden. Su disertación de defensa de tesis, titulada Regression Analysis and Empirical Processes, fue supervisada, en conjunto, por Willem Rutger van Zwet y Richard D. Gill.
Entre 1987 a 1988, enseñó en la Universidad de Bristol; de 1989 a 1990, en la Universidad de Utrecht; de 1990 a 1997 en la Universidad de Leiden, y también de 1999 a 2005. De 1997 a 1999, en la Universidad Paul Sabatier de Toulouse, Francia, antes de mudarse a la Escuela Politécnica Federal de Zúrich (ETH Zúrich) en 2005.

## Honores y galardones
- 2010: oradora invitada en el Congreso Internacional de Matemáticos.[5]

### Membresías
- de la Academia Alemana de Cienciass Leopoldina

- del International Statistical Institute,

- correspondiente de la Real Academia de Artes y Ciencias de los Países Bajos,

- del Instituto de Estadística Matemática.[2][6][7]

## Obra

### Algunas publicaciones
- H. van de Stadt, A. Kapteyn, S. van de Geer. The relativity of utility: evidence from panel data. The review of economics and statistics. doi:10.2307/1924716 1985.

- S. van de Geer. Hellinger-Consistency of Certain Nonparametric Maximum Likelihood Estimators. The Annals of Statistics 1993.

- S. van de Geer. Exponential inequalities for martingales, with application to maximum likelihood estimation for counting processes. The Annals of Statistics 1995.

- Applications of empirical process theory. Cambridge Series in Statistical and Probabilistic Mathematics. Cambridge University Press UP 2000.

- J. Goeman, S. van de Geer, F. de Kort, H. van Houwelingen (2004). A global test for groups of genes: testing association with a clinical outcome. Bioinformatics. doi:10.1093/bioinformatics/btg382

- con Eustasio del Barrio, Paul Deheuvels. Lectures on empirical processes: theory and statistical applications, European Mathematical Society 2007.

- L. Meier, S. van de Geer, P. Bühlmann. The group lasso for logistic regression. Journal of the Royal Statistical Society, Series B: Statistical Methodology. doi:10.1111/j.1467-9868.2007.00627.x 2008

- S. van de Geer. High-Dimensional Generalized Linear Models and the Lasso. The Annals of Statistics. doi:10.1214/00905360700000929 2008.

- S. van de Geer & P. Bühlmann. On the conditions used to prove oracle results for the lasso. Electronic Journal of Statistics. doi:10.1214/09-EJS506 2009.

- con Peter Bühlmann. Statistics for high-dimensional data. Methods, Theory and Applications, Springer 2011.

- Estimation and testing under sparsity: École d'Été de Probabilités de Saint-Flour XLV - 2015, Springer 2016.